# Friedrich I. (Veldenz)

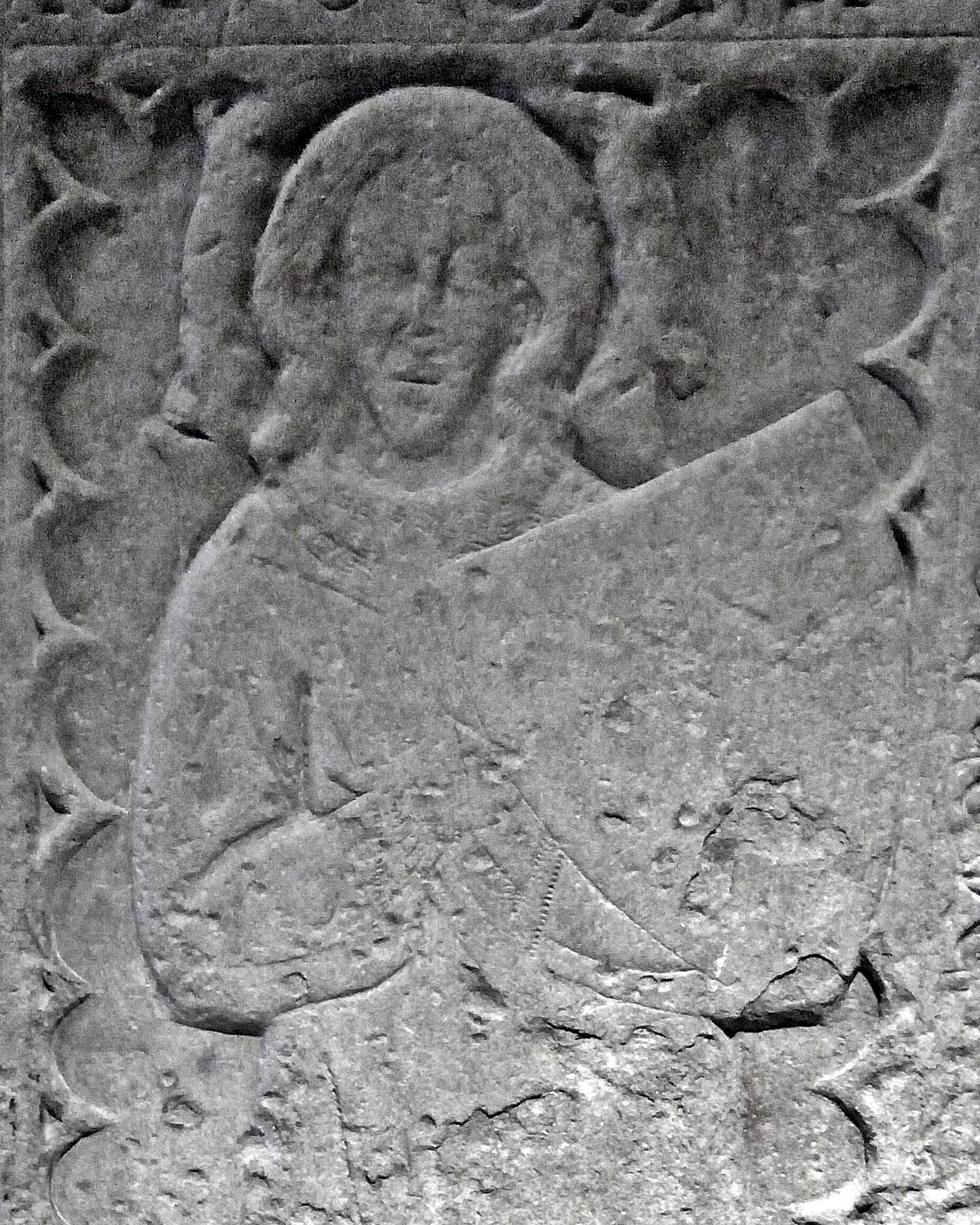
Porträt des Grafen Friedrich I. von Veldenz (Detail von der Grabplatte)

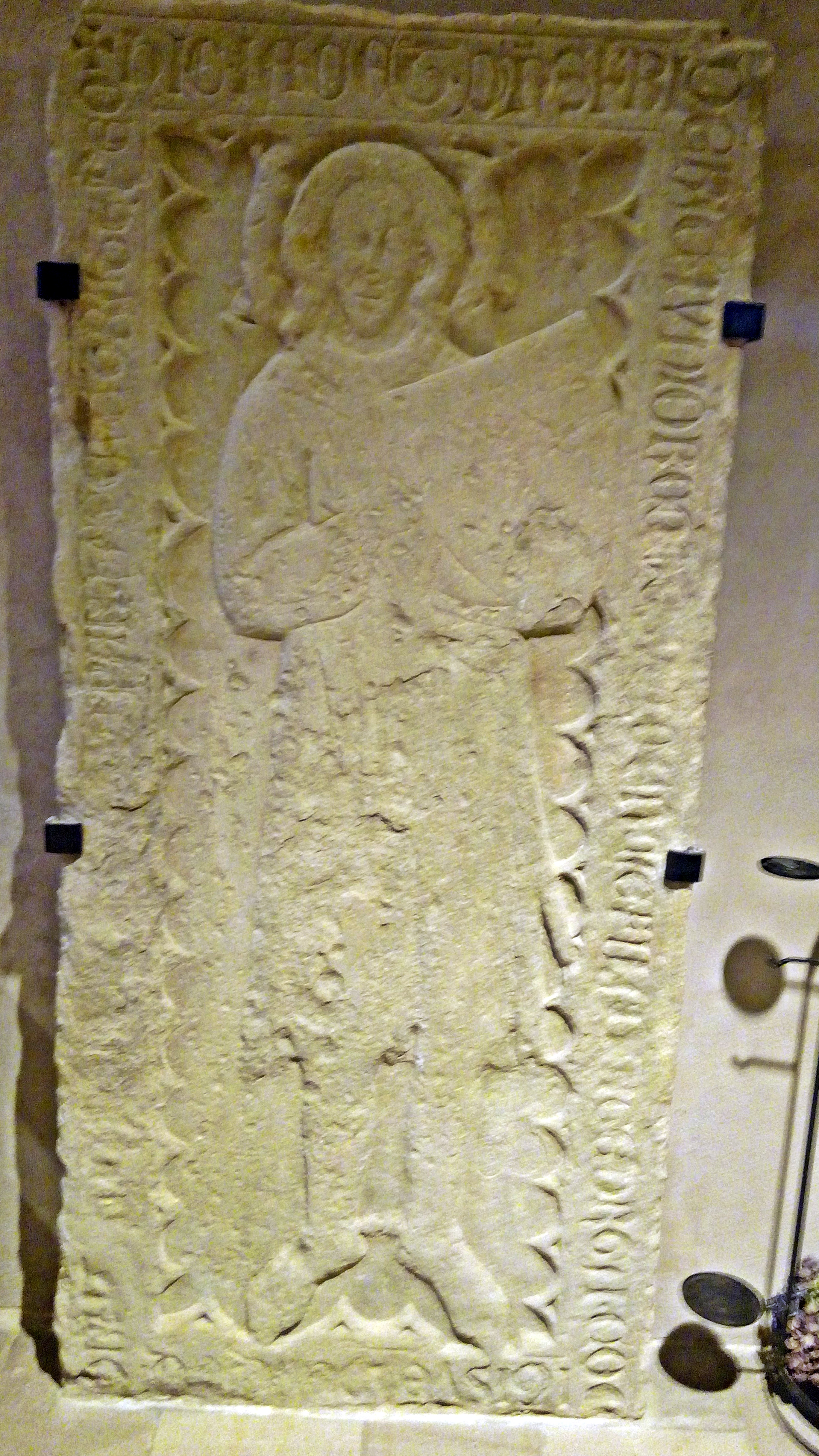
Grabplatte des Grafen Friedrich I. von Veldenz

Friedrich I. von Veldenz († 10. April 1327) war ein Graf von Veldenz, dessen Grabplatte in der Propsteikirche St. Remigius, auf dem Remigiusberg bei Haschbach, erhalten ist.

## Leben
Er wurde geboren als erster Sohn des regierenden Grafen Georg I. von Veldenz und seiner Gattin Agnes von Leiningen, Tochter von Graf Friedrich IV. von Leiningen. Der Vater amtierte seit spätestens 1309 als königlicher Landvogt im Speyergau, dessen Bruder Walram von Veldenz († 1336) regierte ab 1328 als Bischof von Speyer. Der Bruder der Mutter, Emich von Leiningen, war von 1314 bis 1328 sein Amtsvorgänger.
Friedrich I. vermählte sich 1313 mit Blancheflor († 1358), Tochter des Grafen Johann II. von Sponheim-Starkenburg und Großnichte (mütterlicherseits) des Königs Rudolf von Habsburg.
Das Paar hatte den Sohn Georg, den man Georg II. von Veldenz-Lichtenberg nennt, da die Familie sowohl auf der Michelsburg, als auch auf Burg Lichtenberg residierte.
Graf Friedrich I. starb – noch zu Lebzeiten seines Vaters Georg I. – schon am Karfreitag 1327 und wurde im Langhaus der Propsteikirche St. Remigius beigesetzt. Seine Grabplatte mit Ganzfigur steht heute in der dortigen Chorkapelle.
Friedrichs unverheirateter Sohn Georg II. starb 1377 und ruht in der Schlosskirche Meisenheim. Hier existiert noch das stark beschädigte Grabdenkmal. Mit ihm erlosch seine vom Vater begründete Familienlinie und ihr Eigentum fiel großteils zurück an dessen Bruder Heinrich II. von Veldenz, der die Grafschaft geerbt hatte. Seine Urenkelin Anna von Veldenz ehelichte den Wittelsbacher Stefan von Pfalz-Simmern-Zweibrücken und brachte die Veldenzer Besitztümer in das Haus Wittelsbach ein.